# Panulirus ornatus
Panulirus ornatus (Візерунковий лангуст) — вид лангустів з роду Panulirus родини Palinuridae. Інші назви «ювелірний омар», «прикрашений скельний омар», «барвистий тропічний лобстер».

## Опис
Загальна довжина сягає 50 см, зазвичай — 30-35 см. Середня вага становить 2—5 кг. Характеризується великими лобовими рогами. Має 2 великі і товсті ростри над очима. Вусики-антени довгі, антенний соміт з 4 шипами. Третій верхньощелепний соміт не має екзопода. Панцир скрито численними шипиками різного розміру. Черевні соміти гладенькі та голі, без поперечного жолобка. На хвості є 5 відростків, що гострі на кінці.
Карапакс коричневий, з блакитною або синьозеленою областю в передній частині з чітким малюнком смуг і плям різного кольору на тілі. Черевні сегменти коричневі або зеленувато-сірі, з білими цятками. Основи вусиків-антен — рожеві. Ходячі ноги помаранчеві з дуже різко вираженими неправильними темними плямами синюватого або коричневого кольору, які часто утворюють неповні кільця навколо різних сегментів. Хвіст зеленуватий з помаранчевою облямівкою.

## Спосіб життя
Воліє до прибережних вод, тримається на глибині від 1 до 8 м, інколи заходить до глибини у 50 м, на піщаних і мулистих ґрунтах, іноді на кам'янистому дні, часто біля гирл річок, але також на коралових рифах. Нічний і любить ховатися в щілинах вдень. Живиться двостулковии і черевоногими молюсками, іншими ракоподібними, морськими хробаками, падлом.
Одинак, утворює пари лише при розмноженні. Статева зрілість настає при розмірі 9—15 см. Щорічно мігрує з Торресової протоки на острів Юле в Папуаській затоці з метою розмноження. Міграція починається з середини до кінця серпня, під час якої відбувається розвиток яєчників, спаровування та початкова яйцекладка. За сезон розмноження самиці дають по 3 виводки, але розмір його кожного разу менший за попередній. Після розмноження спостерігається висока смертність особин, що розмножуються. При розвитку проходить 11 личинкових стадій.

## Розповсюдження
Поширено від Червоного моря та Квазулу-Натал (ПАР) на заході до Японії та Фіджі на сході. Зараз також зустрічається в Середземному морі (біля Єгипту і Ізраїлю), куди потрапив як лессепський мігрант через Суецький канал.

## Стосунки з людиною
В залежності від розміру лангуста потрібна ємність від 150 до 300 л, або більше. Температура води 22-26 °C. Нечутливий до параметрів води, але погано переносять підвищення концентрації нітратів. У неволі прекрасно споживає різні корми: великі шматки м'яса риб, молюсків, креветок, пластівці, таблетки для сомів тощо. Потрібно утримувати поодинці, кілька особин можна селити в дуже просторий акваріум з великою кількістю відповідних для них укриттів. Як сусідів краще вибирати великих масивних риб і безхребетних.
Є важливим об'єктом промислового вилову, особливо в Австралії, Індонезії, В'єтнамі та Папуа-Новій-Гвінеї. З врахуванням скорочення чмсельності Австралія та Індонезія розпочали успішні практики аквакультури.

## Цікавинка
У листопаді 2014 року лангуста цього виду було продано у китайському місті Веньлін за понад 76 тис. євро. Він важив 26 кг і мав довжину більше 1 м.